# Aemilii Mamerci
Die Aemilii Mamerci (und Aemilii Mamercini) waren ein Zweig (stirps) der Gens Aemilia, einer patrizischen römischen Familie.
Das Cognomen der Familie war von dem Vornamen Mamercus abgeleitet. Ihre Vertreter sind aus der Zeit der frühen Römischen Republik bezeugt, darunter etwa der dreimalige Konsul Lucius Aemilius Mamercus.